# Гарбич
Гарбич (пол. Garbicz) — село в Польщі, у гміні Тожим Суленцинського повіту Любуського воєводства.
Населення — 304 особи (2011).
У 1975-1998 роках село належало до Зеленогурського воєводства.

## Демографія
Демографічна структура станом на 31 березня 2011 року:
|          | Загалом | Допрацездатний вік | Працездатний вік | Постпрацездатний вік |
| -------- | ------- | ------------------ | ---------------- | -------------------- |
| Чоловіки | 154     | 28                 | 115              | 11                   |
| Жінки    | 150     | 37                 | 87               | 26                   |
| Разом    | 304     | 65                 | 202              | 37                   |